# Owthorpe
Owthorpe – wieś w Anglii, w hrabstwie Nottinghamshire, w dystrykcie Rushcliffe. Leży 11 km na południowy wschód od miasta Nottingham i 166 km na północ od Londynu.